# Coelosphaera ramosa
Coelosphaera ramosa är en svampdjursart som först beskrevs av Arthur Dendy 1922.  Coelosphaera ramosa ingår i släktet Coelosphaera och familjen Coelosphaeridae.
Artens utbredningsområde är Seychellerna. Inga underarter finns listade i Catalogue of Life.